# Liste der Kulturdenkmäler in Langenthal (Trendelburg)
Die folgende Liste enthält die in der Denkmaltopographie ausgewiesenen Kulturdenkmäler auf dem Gebiet des Ortsteils Langenthal der  Stadt Trendelburg, Landkreis Kassel, Hessen.
Hinweis: Die Reihenfolge der Denkmäler in dieser Liste orientiert sich an der Anschrift, alternativ ist sie auch nach der Bezeichnung oder der Bauzeit sortierbar.
Kulturdenkmäler werden fortlaufend im Denkmalverzeichnis des Landes Hessen durch das Landesamt für Denkmalpflege Hessen auf Basis des Hessischen Denkmalschutzgesetzes (HDSchG) geführt. Die Schutzwürdigkeit eines Kulturdenkmals hängt nicht von der Eintragung in das Denkmalverzeichnis des Landes Hessen oder der Veröffentlichung in der Denkmaltopographie ab.

## Langenthal (Trendelburg)
| Bild            | Bezeichnung                             | Lage                                                  | Beschreibung | Bauzeit | Daten |
| --------------- | --------------------------------------- | ----------------------------------------------------- | --- | ------- | ----- |
| Bild gesucht BW | Gesamtanlage Langenthal                 | Lage                                                  | |         |       |
| weitere Bilder  | Kirche                                  | An den Anlagen Lage                                   | |         |       |
| Bild gesucht BW | Fachwerkhaus An den Anlagen 6           | An den Anlagen 6 Lage                                 | |         |       |
| Bild gesucht BW | Fachwerkhaus An den Anlagen 11          | An den Anlagen 11 Lage                                | |         |       |
| Bild gesucht BW | Längsdielenhaus An den Anlagen 35       | An den Anlagen 35 Lage                                | |         |       |
| Bild gesucht BW | Längsdielenhaus An den Anlagen 43       | An den Anlagen 43 Lage                                | |         |       |
| Bild gesucht BW | Längsdielenhaus Helmarshäuser Straße 14 | Helmarshäuser Straße 14 Lage                          | |         |       |
| Bild gesucht BW | Querdielenhaus Helmarshäuser Straße 22  | Helmarshäuser Straße 22 Lage                          | |         |       |
| Bild gesucht BW | Längsdielenhaus Helmarshäuser Straße 31 | Helmarshäuser Straße 31 Lage                          | Flurstück 81/1 bezeichnet die rechte Hälfte des Hauses Helmarshäuser Straße 31, die linke Hälfte hat die Flurstücksnummer 83/1 |         |       |
| Bild gesucht BW | Längsdielenhaus Helmarshäuser Straße 33 | Helmarshäuser Straße 33 LageFlur: 18, Flurstück: 86/1 | |         |       |
| Bild gesucht BW | Längsdielenhaus Helmarshäuser Straße 35 | Helmarshäuser Straße 35 LageFlur: 18, Flurstück: 90/1 | nicht bebaut |         |       |
| Bild gesucht BW | Längsdielenhaus Helmarshäuser Straße 37 | Helmarshäuser Straße 37 LageFlur: 18, Flurstück: 92/1 | |         |       |
| Bild gesucht BW | Wohnwirtschaftsgebäude Schützentrift 2  | Schützentrift 2 Lage                                  | |         |       |
| Bild gesucht BW | Längsdielenhaus Teichstraße 4           | Teichstraße 4 Lage                                    | |         |       |
| Bild gesucht BW | Längsdielenhaus Teichstraße 28          | Teichstraße 28 Lage                                   | |         |       |
| Bild gesucht BW | Längsdielenhaus Teichstraße 30          | Teichstraße 30 Lage                                   | |         |       |